# 基督教科学派第二教会 (纽约市)
前基督教科学派第二教会（英語：Second Church of Christ, Scientist）是一座历史悠久的基督教科学派教堂，位于纽约市曼哈顿上西城的中央公园西大道77号、西68街10号，中央公园西大道历史地区内。建筑为Beaux-Arts风格，由建筑师Frederick R. Comstock设计，兴建于1899-1901年。
2003年，基督教科学派第二教会与第一教会合并，第一教会在96街的教堂后来出售给Crenshaw Christian Center。合并后命名为基督教科学派第一教会，但是在68街原第二教会聚会。